# لاثا (أورينسي)
بلدية لاثا (بالإسبانية: Laza) هي بلدية تقع في مقاطعة أورينسي التابعة لمنطقة غاليسيا شمال غرب إسبانيا.

## الديموغرافيا
بلغ عدد سكان بلدية لاثا 1.561 نسمة عام 2011 (وفقاً للمعهد الوطني للإحصاء الإسباني).
| 2.194 | 2.059 | 1.927 | 1.762 | 1.683 | 1.597 | 1.561 |